# Lepidochrysops naidina
Lepidochrysops naidina är en fjärilsart som beskrevs av Butler 1886. Lepidochrysops naidina ingår i släktet Lepidochrysops och familjen juvelvingar. Inga underarter finns listade i Catalogue of Life.